# Geogarypus azerbaidzhanicus
Espèce
Geogarypus azerbaidzhanicus est une espèce de pseudoscorpions de la famille des Geogarypidae.

## Distribution
Cette espèce est endémique d'Azerbaïdjan. Elle se rencontre dans les monts Varafta.

## Description
La carapace du mâle holotype mesure 0,59 mm de long sur 0,63 mm.

## Étymologie
Son nom d'espèce lui a été donné en référence au lieu de sa découverte, l'Azerbaïdjan.

## Publication originale
- Dashdamirov, 1993 : A new species of the genus Geogarypus Chamberlin, 1930, from Azerbaijan (Pseudoscorpionida Geogarypidae). Arthropoda Selecta, vol. 2, no 4, p. 21-24 (texte intégral).